# HD116458
HD116458 — хімічно пекулярна зоря спектрального класу A0, що має видиму зоряну величину в смузі V приблизно  5,7.
Вона  розташована на відстані близько 463,9 світлових років від Сонця.

## Пекулярний хімічний склад
Зоряна атмосфера HD116458 має підвищений вміст 
Eu
.

## Магнітне поле
Спектр даної зорі вказує на наявність магнітного поля у її зоряній атмосфері.
Напруженість повздовжної компоненти поля оціненої з аналізу
наявних ліній металів
становить 1925,5± 273,0 Гаус.